# یایلادره
یایلادره (به ترکی استانبولی: Yayladere) یک منطقهٔ مسکونی در ترکیه است که در استان بینگول واقع شده است.